# Wilaya
Wilaya (în arabă ولاية; wilā'ya) este o unitate administrativă din mai multe țări africane și asiatice, preponderent arabe. 
Țările care au wilayate:
- Afghanistan : are 24 de velayate - vezi provinciile Afganistanului
- Algeria : are 48 de wilayate - vezi provinciile Algeriei
- Maroc : subdiviziune de gradul doi (echivalentă NUTS 3 în Europa
- Malaysia : are 13 negeri (state) și 3 wilayah persekutuan (districte federale)
- Mauritania : are 13 wilayate și 55 moughataa
- Oman : wilayatele sunt subdiviziuni ale mintaqah-elor
- Uzbekistan : viloyatul (plural viloyatlar) este subdiviziunea principală a țării
- Sudan : țara este formată din 25 de wilayat (state) - vezi Subdiviziunile Sudanului
- Tadjikistan : viloyatul (plural viloyatho) este subdiviziunea principală a țării
- Tunisia : are 24 de wilayate
- Turkmenistan : welayatul (plural welayat) este subdiviziunea principală a țării
- Turcia : vilayetul (plural vilayetler) sauu valilik este o subdiviziunea a țării. Țara este compusă din 81 de vilayete - vezi provinciile Turciei.